# 硬盘人
硬盘人，或简称硬盘、YP，上海网络词汇，是对在沪外地人的一种歧视用语。由于受大上海主义的影响，部分上海人将外来人员称为“YP”、“硬盘”、“乡下人”或“巴子”，也有极少数上海网民用“优盘”称呼那些融入了上海生活，价值观和生活方式等的外来人员。

## 用词来历
2000年代末，硬盘人一词在上海最大的本土民生论坛之一的宽带山中起源。宽带山论坛采用了与其他中国大陆论坛类似的敏感词关键词过滤系统，论坛中经常引发冲突的「外地人」一词被屏蔽，随后其拼音首字母缩写及变异写法 「WDR」、「VVDR」、「YDR」等相继被屏蔽，但论坛网友借用电脑硬盘公司西部数据（Western Digital）一词将外地人称作西数人，最终演化成「硬盘人」，如今一般以“硬盘”的拼音首字母「YP」出现。

## 争议
因往往伴随着部分上海本地网民对在沪外来人员的敌意与歧视心态，这个称呼的使用具有巨大争议。使用此词的上海本地网民坚持该词是用来形容低素质的、破环上海生态环境与人文环境的「蝗虫」，与真正的引进人才有所区分，而在沪外来人员则认为这一词汇是地域主义和地域歧视的表现。